# Konemadenahalli, Gubbi
Konemadenahalli là một làng thuộc tehsil Gubbi, huyện Tumkur, bang Karnataka, Ấn Độ.